# 新华镇 (通榆县)
新华镇，是中华人民共和国吉林省白城市通榆县下辖的一个乡镇级行政单位。

## 行政区划
新华镇下辖以下地区：
华中社区、大有村、保安村、强胜村、新农村、新丰村、育林村、新林村、桑树村、新华村、新民村、朝阳村、农丰村、农林村和金山村。